# Passioni proibite
Passioni proibite (Lust och fägring stor) è un film del 1995 diretto da Bo Widerberg.
Fu candidato all'Oscar al miglior film straniero.

## Trama
Nel 1943 l'Europa è sconvolta dalla seconda guerra mondiale. A Malmö, in Svezia, la curiosità e l'attrazione di un giovane quindicenne, Stig, per la sua bella professoressa Viola, 37 anni, lo porterà a iniziare una relazione morbosa con il susseguirsi dei loro numerosi incontri amorosi. Lei è attratta dall'alunno per la sua innocenza e giovane età e perché cerca sollievo dal rapporto con il marito Kjell, alcolista e miserabile. A mettersi in mezzo però arriva Lisbet, giovane vicina di casa di Stig, innamorata di lui, che si farà intraprendente.

## Riconoscimenti
- Premio Oscar
  - Candidatura all'Oscar al miglior film straniero
- 1996 - Festival internazionale del cinema di Berlino
  - Orso d'argento
- 1996 - Guldbagge
  - Miglior film
  - Miglior regista a Bo Widerberg
  - Miglior attore non protagonista a Tomas von Brömssen
  - Candidatura a miglior attrice a Marika Lagercrantz
  - Candidatura a miglior attore a Johan Widerberg